# 24-07-1975 dalla Bussola
24-07-1975 dalla Bussola è un album live di Franco Califano del 1975, ristampato in seguito anche col titolo Franco Califano dalla Bussola.

## Tracce
1. Amore, amore, amore
2. L'urtimo amico va via
3. Beata te… te dormi
4. Fijo mio
5. Secondo me, l'amore (So distrutto)
6. Io me 'mbriaco
7. Er gigante de casa
8. La malinconia
9. La porta aperta
10. Collage (Medley)